# Nososticta egregia
Nososticta egregia – gatunek ważki z rodziny pióronogowatych (Platycnemididae).